# Jan Thomas Lauritzen
Jan Thomas Lauritzen (Sarpsborg, 6 de febrero de 1974) es un exjugador de balonmano noruego que jugaba como lateral derecho. Su último equipo fue el Halden Topphåndball. Formó parte de la selección de balonmano de Noruega, con la que disputó 254 partidos.
Con la selección disputó los mundiales de 1997, 1999, 2001 y 2005.

## Palmarés

### Viking Stavanger
- Liga de Noruega de balonmano (1): 1998
- Copa de Noruega de balonmano (2): 1997, 2000

## Clubes
| Club                     | País      | Año         |
| ------------------------ | --------- | ----------- |
| Uradd                    | Noruega   | 1993 - 1995 |
| Viking Stavanger         | Noruega   | 1995 - 2000 |
| TUSEM Essen              | Alemania  | 2000 - 2004 |
| TuS Nettelstedt-Lübbecke | Alemania  | 2004 - 2005 |
| SG Flensburg-Handewitt   | Alemania  | 2005 - 2007 |
| Bjerringbro-Silkeborg    | Dinamarca | 2007 - 2009 |
| Tistedalen TIF           | Noruega   | 2009 - 2011 |
| Halden Topphåndball      | Noruega   | 2011 - 2014 |